# Russell Vis
Russell John Vis, detto Russ (Grand Rapids, 22 giugno 1900 – San Diego, 1º aprile 1990), è stato un lottatore statunitense, specializzato nella lotta libera.

## Palmarès

### Olimpiadi
- Oro a Parigi 1924 nei pesi leggeri.